# Kodeks norymberski
Kodeks norymberski – kodeks etyczny sformułowany w 1947 roku przez aliancki Trybunał Wojskowy, w którym podano 10 zasad dopuszczalności doświadczeń na ludziach (w tym badań nad wpływem nowych leków na ustrój człowieka). Kodeks powstał po serii procesów lekarzy, zbrodniarzy hitlerowskich, sądzonych w Norymberdze.
W stan oskarżenia zostały postawione 23 osoby w tym 20 lekarzy, z których jedna osoba okazała żal i współczucie ofiarom eksperymentów medycznych. W ciągu 139 dni posiedzeń sądu, 133 przeznaczono na prezentację dowodów, zaprezentowano 32 świadków oskarżenia i 53 świadków obrony. Spośród 23 oskarżonych, siedmiu otrzymało karę śmierci przez powieszenie, siedmiu zostało uniewinnionych, pozostałych skazano na kary od 10 do 20 lat pozbawienia wolności lub dożywotnie pozbawienie wolności.
Zasady:
1. Dobrowolna zgoda uczestnika eksperymentu jest absolutnie niezbędna.
2. Eksperyment powinien przynosić korzyści dla dobra społeczeństwa, niemożliwe do osiągnięcia za pomocą innych metod lub środków.
3. Eksperyment powinien być tak zaprojektowany i oparty na wynikach eksperymentów na zwierzętach oraz znajomości historii choroby lub innego badanego problemu, aby przewidywane wyniki uzasadniały przeprowadzenie eksperymentu.
4. Eksperyment należy przeprowadzić w taki sposób, aby uniknąć wszelkiego zbędnego cierpienia czy obrażeń fizycznych i psychicznych.
5. Nie należy przeprowadzać eksperymentu, jeżeli istnieje a priori powód, by sądzić, że grozi śmierć lub uszkodzenie ciała; z wyjątkiem takich eksperymentów, w których lekarz eksperymentator przeprowadza go również na sobie.
6. Stopień ryzyka, jakie należy podjąć, nigdy nie powinien przekraczać znaczenia korzyści eksperymentu dla ludzkości. 
7. Należy poczynić odpowiednie przygotowania i zapewnić odpowiednie udogodnienia w celu ochrony uczestnika przed nawet odległymi możliwościami obrażeń, niepełnosprawności lub śmierci.
8. Eksperyment powinien być przeprowadzany wyłącznie przez osoby posiadające kwalifikacje naukowe. Wymagany jest najwyższy poziom umiejętności i staranności na wszystkich etapach eksperymentu.
9. W trakcie eksperymentu uczestnik powinien mieć możliwość zakończenia eksperymentu, jeśli osiągnął stan fizyczny lub psychiczny, w którym kontynuacja eksperymentu wydaje mu się niemożliwa.
10. W trakcie eksperymentu prowadzący go naukowiec musi być przygotowany do zakończenia na dowolnym etapie, jeśli w oparciu o swe kwalifikacje ma powody przypuszczać, że kontynuacja eksperymentu może grozić okaleczeniem, niepełnosprawnością lub śmiercią uczestnika.
Zasady te, zwłaszcza wymóg dobrowolności, zostały przejęte przez prawo międzynarodowe.
4 Konwencja Genewska o ochronie ludności cywilnej w czasie wojny w art. 32 zakazuje stosowania wszelkich środków mogących powodować cierpienia fizyczne lub wyniszczenie osób podlegających ochronie, przy czym zakaz obejmuje także doświadczenia lekarskie lub naukowe, które nie są konieczne dla leczenia osoby podlegającej ochronie. Art. 147 do ciężkich naruszeń Konwencji zalicza umyślne zabójstwo, torturowanie lub nieludzkie traktowanie, włączając w to doświadczenia biologiczne
Międzynarodowy Pakt Praw Obywatelskich i Politycznych w art. 7 zabrania, by ktokolwiek był poddawany, bez swej zgody swobodnie wyrażonej, doświadczeniom lekarskim lub naukowym.
Konwencja o prawach człowieka i biomedycynie w art. 5 zakazuje przeprowadzania interwencji medycznej bez swobodnej i świadomej zgody osoby jej poddanej. Przed dokonaniem interwencji osoba jej poddana otrzyma odpowiednie informacje o celu i naturze interwencji, jak również jej konsekwencjach i ryzyku. Osoba poddana interwencji może w każdej chwili swobodnie wycofać zgodę. Według art. 15 zgoda powinna być wyrażona w sposób wyraźny i dotyczyć konkretnego badania oraz powinna być udokumentowana.
W Polsce wedle art. 39 Konstytucji Nikt nie może być poddany eksperymentom naukowym, w tym medycznym, bez dobrowolnie wyrażonej zgody zaś Kodeks karny (1997) w art. 27. 2 głosi Eksperyment jest niedopuszczalny bez zgody uczestnika, na którym jest przeprowadzany, należycie poinformowanego o spodziewanych korzyściach i grożących mu ujemnych skutkach oraz prawdopodobieństwie ich powstania, jak również o możliwości odstąpienia od udziału w eksperymencie na każdym jego etapie. Zasady doświadczeń określa ustawa o zawodzie lekarza w rozdziale 4.